# Médaille du Gouverneur général en architecture
Pour les articles homonymes, voir Prix du Gouverneur général.
Les médailles du gouverneur général en architecture visent à reconnaître et à célébrer la qualité exceptionnelle d’œuvres récentes réalisées par des architectes canadiens. Ce programme, créé par l’Institut royal d'architecture du Canada, contribue au rayonnement de la discipline et sensibilise le grand public à la force culturelle vive que représente l’architecture dans la société canadienne. Le concours de 2018 poursuit une tradition instituée par les Médailles Massey en 1950. 